# Хавалджи, Юлия Олеговна
Юлия Олеговна Хавалджи (укр. Халваджи-Благиня Юлія Олегівна, род. 21 февраля 1990 года) — украинская спортсменка, борец вольного стиля, чемпионка Европы, призёр чемпионатов мира и Европы, а также призёр Европейских игр 2019 года. Участница летних Олимпийских игр 2016 года.

## Биография
Родилась в 1990 году во Львове. В 2001 году в возрасте 11-ти лет стала заниматься борьбой. Занимается под руководством заслуженный тренер Украины Олег Сазонов.
Она впервые появилась на международном борцовском ковре в 2007 году и завоевала бронзовую медаль на юниорском чемпионате Европы (кадеты) в Варшаве в весовой категории до 56 кг. Выиграла бронзовую медаль на чемпионате Европы среди женщин в Вильнюсе в весовой категории до 51 кг, одержав победу над Мариной Чмельницкой и Софией Маттссон. 
В 2011 году она завоевала в Дортмунде титул чемпионки Европы среди женщин в весовой категории до 51 кг. На пути к этому успеху она победила Дейманте Бутавичюте, Марию Иванову, Наталью Буду и Эстеру Добре.
Старт на Олимпийских играх 2012 года был бы возможен только в том случае, если бы она сменила весовую категорию, поскольку весовая категория до 51 кг не является олимпийской. Однако она не сделала этого изменения, вероятно побоялась сильной конкуренции внутри Украинской команды.
В 2013 году на чемпионате континента завоевывает серебро. В 2016 году в Риге на чемпионате Европы становится третьей. Принялу участие в летних Олимпийских играх в Бразилии, где в весовой категории до 53 кг заняла итоговое 11-е место.
В 2019 году на Европейских играх в Минске завоевала серебряную медаль.

## Награды
- Орден княгини Ольги III ст. (15 июля 2019 года) — за достижение высоких спортивных результатов на II Европейских играх у г.Минску (Республика Беларусь), проявленные самоотверженность и волю к победе[2].